# Dierna patibulum
Dierna patibulum är en fjärilsart som beskrevs av Fabricius 1794. Dierna patibulum ingår i släktet Dierna och familjen nattflyn. Inga underarter finns listade i Catalogue of Life.